# Eugagrella variegata
Eugagrella variegata is een hooiwagen uit de familie Sclerosomatidae.